# Laryngalteorin

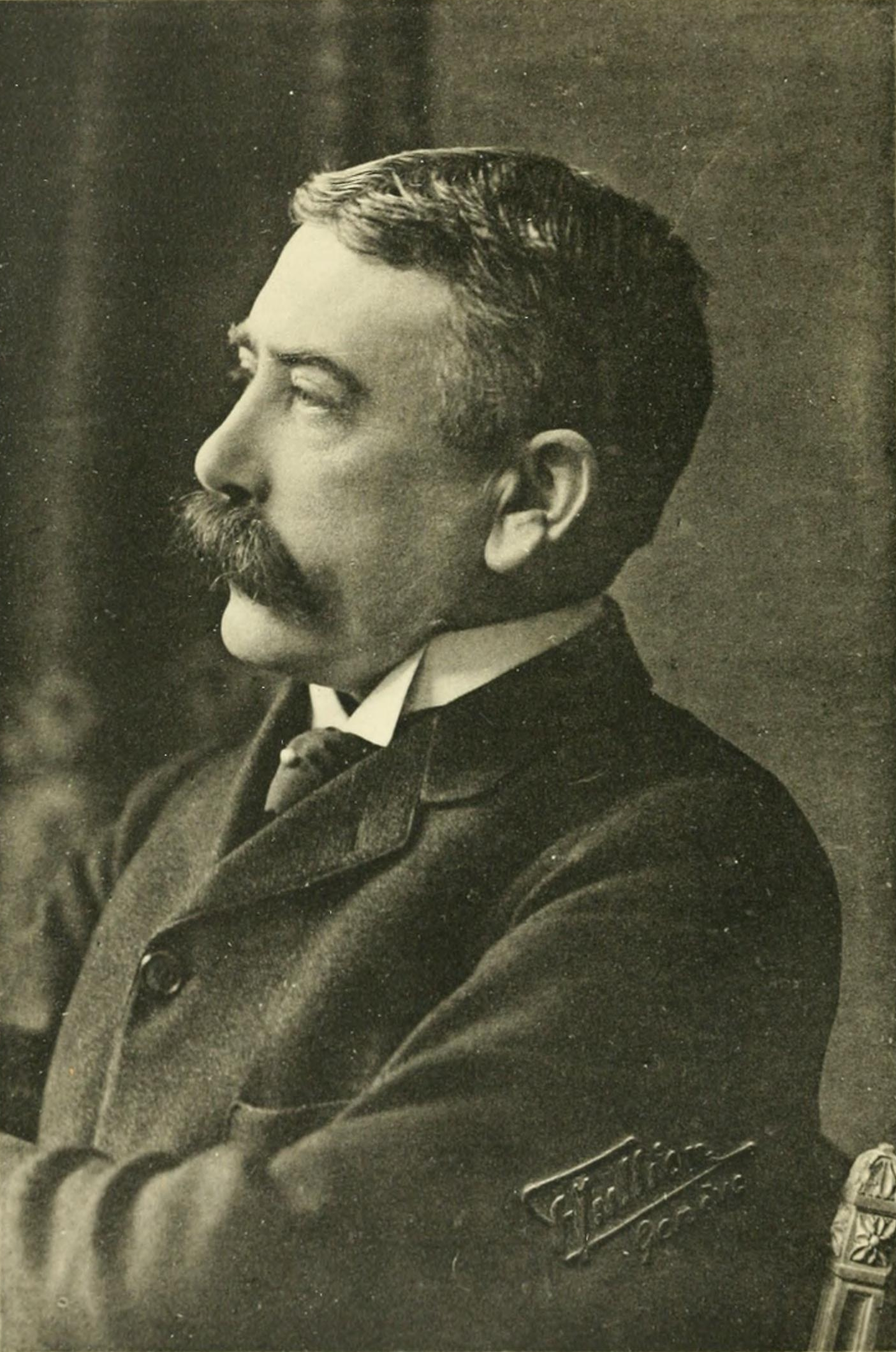
Ferdinand de Saussure (1857-1913) formulerade laryngalteorin 1878 vid endast 20 års ålder.

Laryngalteorin är en språkhistorisk teori om det indoeuropeiska urspråket, som först formulerades av den schweiziske lingvisten Ferdinand de Saussure 1878. Den beskriver ett antal hypotetiska konsonanter, så kallade laryngaler, som fanns i urspråket, men som med få undantag inte har bevarats i de indoeuropeiska dotterspråken. Nutida språkhistoriker antar i allmänhet att det fanns tre laryngaler, som brukar betecknas *h₁, *h₂ och *h₃. Det är inte känt, annat än i mycket grova drag, hur konsonanterna uttalades, och ordet laryngal, som också har betydelsen glottal konsonant, används främst av historiska skäl.

## Historik
Ferdinand de Saussure lade grunden till laryngalteorin i uppsatsen Mémoire sur le système primitif des voyelles dans les langues indo-européennes. Uppsatsen skrevs under sommaren och hösten 1878 och trycktes i december samma år, men publiceringsdatum angavs i utgåvan som följande år, det vill säga 1879.
de Saussure förordade en enkel framställning av urindoeuropeiskans vokalsystem bestående av endast en ursprunglig vokal, *a, och åtta coefficients sonantiques, *m, *n, *r, *l, *i, *u, *A och *O̬. (Asterisk markerar här en rekonstruktion.) Av de Saussures coefficients sonantiques motsvaras i den moderna standardteorin *A och *O̬ av laryngalerna *h₂ och *h₃, och *m, *n, *r, *l, *i, *u av resonanterna, det vill säga nasalerna *m och *n, likvidorna *r och *l samt halvvokalerna *y och *w. de Saussure förmodade att även *A och *O̬, det vill säga *h₂ och *h₃, utgjorde halvvokaler.
Den danske lingvisten Hermann Møller byggde vidare på de Saussures teori och föreslog 1880, i artikeln Zur Declination: germanisch ā, ē, ō in den Endungen des Nomens und die Entstehung des o (<a2), ytterligare ett fonem: *E motsvarande *h₁. Till skillnad från de Saussure ansåg Møller att *A *E och *O̬ var konsonanter, närmare bestämt gutturaler. Det var också Møller som började att kalla de nya fonemen laryngaler.
Den förste att tydligt visa det riktiga i Møllers förmodan att fonemen var konsonanter, var den franske språkforskaren Albert Cuny. Hans argument gick ut på att *A *E och *O̬ måste vara konsonanter, eftersom det var resonanten som blev vokal i de fall något av dessa element förekom efter *r, *l, *m eller *n.
Historien om laryngalteorin tog en dramatisk vändning när den polske lingvisten Jerzy Kuryłowicz 1927, i artikeln ə indo-européen et ḫ hittite, kunde visa att en av de Saussures coefficients sonantiques, *A, bevarats i hettitiska.

## Uttal
Åtminstone en och förmodligen två av laryngalerna bevarades som konsonanten ḫ i hettitiska. Men eftersom det är osäkert hur det ljud som translitteraras ḫ egentligen lät, är laryngalernas uttal fortfarande omtvistat. Hettitiska skrevs med akkadisk kilskrift, och i akkadiska tycks motsvarande tecken stå för en tonlös velar frikativa, även om det inte är säkert att de hade samma ljudvärde i hettitska.

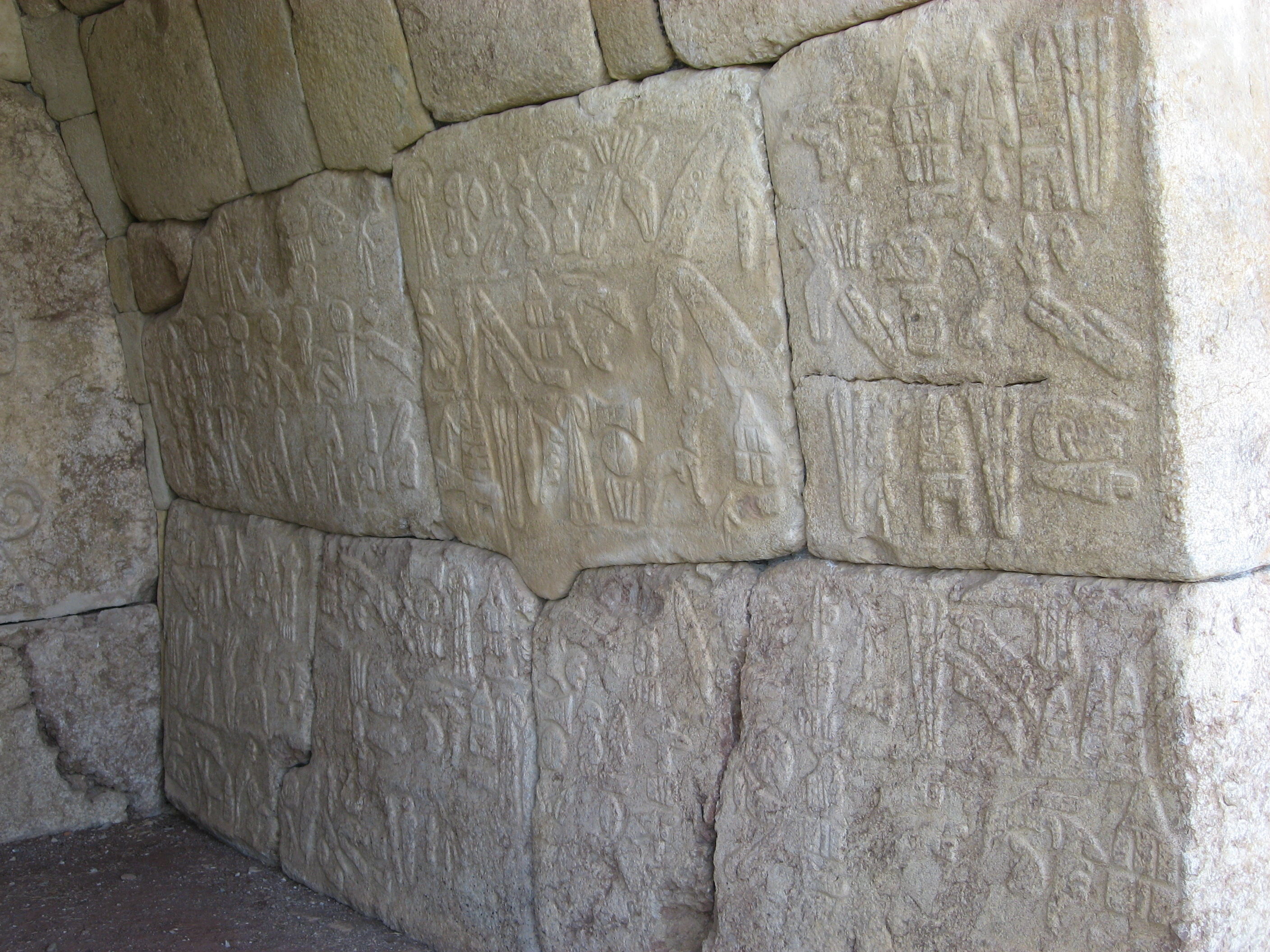
I de anatoliska språken bevarades några laryngaler som konsonanter. De luviska hieroglyferna på bilden beskriver den politiska oro som rådde under Suppiluliuma II, hettiternas kung cirka 1207–1178 före vår tideräkning.

### *h₁
Det är svårt att säga någonting om hur laryngalen *h₁ – som försvann även i de anatoliska språken – uttalades, utom att den med säkerhet var en obstruent. Både [ʔ] och [h] har föreslagits, men det råder viss samstämmighet om att den var en glottal klusil.

### *h₂
Laryngalen *h₂ bevarades som konsonant i de utdöda anatoliska språken, t.ex. hettitiska. Att döma av beläggen tycks den ha varit en tonlös frikativa som uttalades långt bak i munhålan – en velar eller en faryngal: [x] eller [ħ].

### *h₃
När *h₃ förekom före vokalen *e i urindoeuropeiskan rundades vokalen, vilket tyder på att laryngalen var labialiserad. I övrigt kan *h₃ ha liknat *h₂, men det är också möjligt att de två laryngalerna skilde sig åt även på andra sätt.

## Reflexer

### Stavelsebildande laryngaler
När en laryngal förekom mellan konsonanter fick den (möjligen med något undantag) den så kallade trippelreflexen i grekiska, det vill säga *h₁ blev e, *h₂ a och *h₃ o. I indoiranska blev laryngalen, oavsett typ, i när den inte försvann spårlöst, och i övriga språk återspeglas den som a eller har helt försvunnit. Reflexerna till det urindoeuropeiska ordet för 'fader', *ph₂tḗr, exemplifierar den här utvecklingen:
urindoeuropeiska *ph₂tḗr 'fader': sanskrit pitā́, avestiska (p)tā (men i dativ piϑrē), armeniska hayr (från ett tidigare *haþir), tokariska pācar/pācer, klassisk grekiska πατήρ (patḗr), latin pater, forniriska athir, gotiska fadar.

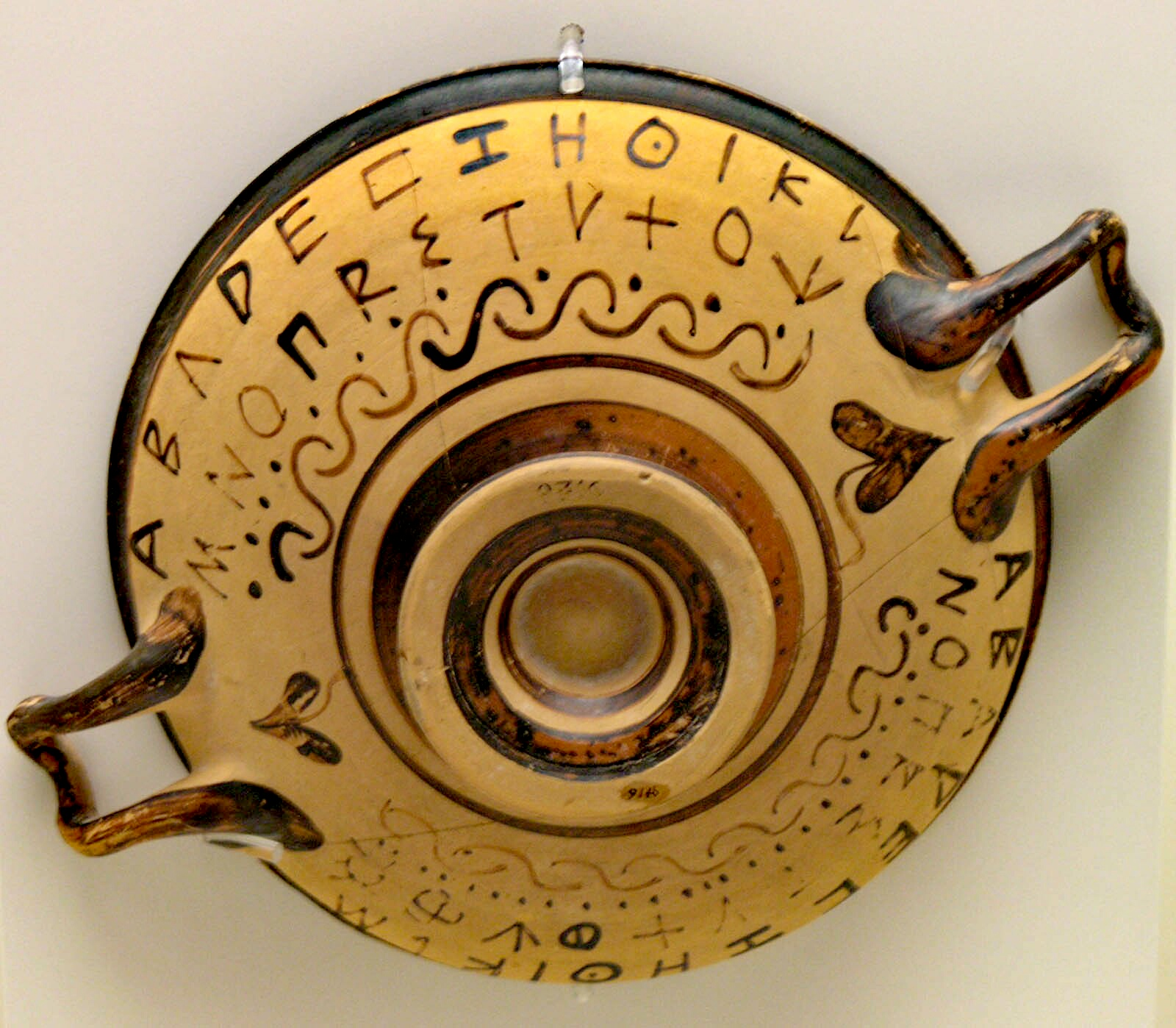
Klassisk grekiska är, tack vare den värdefulla så kallade trippelreflexen, en av de viktigaste källorna för rekonstruktion av de urindoeuropeiska laryngalerna. Här är det grekiska alfabetet avbildat på en keramikkopp från Attika.

I början av ord, före en konsonant, försvann laryngalen i de flesta fall spårlöst, utom i grekiska och armeniska, där den återspeglas i trippelreflexen e, a, o, och förmodligen i frygiska och kanske i fornmakedonska som också har en vokalreflex. I hettitiska förekommer både reflexerna h och a, och i andra fall har laryngalen helt försvunnit. Genom att man förr trodde att vokalen hade lagts till i grekiska och armeniska, talade man (och gör det fortfarande) om prostetiska vokaler. Reflexerna är e, a, o i följande exempel:
urindoeuropeiska *h₁rudhrós 'röd': sanskrit rudhirá-, klassisk grekiska eruthrós, latin ruber, gotiska rauþs.
urindoeuropeiska *h₁me 'mig': sanskrit mā, fornkyrkoslaviska mę, prusiska mien, armeniska im (från ett tidigare *em-), hettitiska ammuk, klassisk grekiska ἐμέ (emé), latin mē, gotiska mik.
urindoeuropeiska *h₂ues- 'vistas, uppehålla sig': sanskrit vásati, hettitiska huiszi, klassisk grekiska áesa <*aues- (aorist), gotiska wisan, jämför engelska was.
urindoeuropeiska *h₃n(e)id- 'håna, smäda' sanskrit níndati, armeniska anicanem (a- < *o-), litauiska níedèti, klassisk grekiska óneidos, gotiska ganaitjan.
Den sistnämnda urindoeuropeiska roten *h₃n(e)id- kan, förutom i de fem nämnda språken, även ligga till grund för det svenska ordet niding, fornsvenska nīþinger, med den forngermanska roten *nīþa, fiendskap, strid. En parallellrot synes föreligga i gotiska naitjan, skymfa, grekiska óneidos, skymf, tadel, sanskrit nidā, hån, smälek osv. Jfr nidvisa. 

### Icke-stavelsebildande laryngaler
Redan i urspråket färgades vokaler intill laryngalerna *h₂ och *h₃: *e färgades till *a vid *h₂ och till *o vid *h₃. I ett senare stadium försvann icke-stavelsebildande laryngaler, utom i anatoliska språk där *h₂ och sannolikt också *h₃ återspeglas som en konsonant med translittereringen ḫ. I de äldsta indoiranska språken – vedisk sanskrit och fornavestiska – gav laryngalen upphov till vokalmöte eller en glottal klusil mellan vokaler. Det finns också viss evidens för att laryngaler efter en konsonant fortfarande räknades i vedisk poesi. Följande exempel illustrerar den här utvecklingen. Lägg märke till att *e först färgats till *a, i enlighet med föregående princip.
urindoeuropeiska *h₂enti 'mot': sanskrit ánti, hettitiska ḫanti, klassisk grekiska ἀντί (antí), latin ante.
I vissa fall – när laryngalen kom efter en vokal sist i ett ord eller före en annan konsonant – förlängdes vokalen. Följande exempel visar hur *e först färgas till *a och hur laryngalen därefter försvinner samtidigt som *a blir en lång vokal, ā, i latin:
urindoeuropeiska *peh₂-s- 'skydda': latin pāstor 'herde', hettitiska paḫš-.

## Alternativa beteckningar
| *h₁ | *h₂ | *h₃ | Exempel                           |
| --- | --- | --- | --------------------------------- |
| *E  | *A  | *O  |                                   |
| *ə₁ | *ə₂ | *ə₃ | Émile Benveniste, Calvert Watkins |
| *H₁ | *H₂ | *H₃ | Oswald Szemerényi                 |
| *H̑  | *H  | *Hº | Tamaz V. Gamkrelidze              |